# Gramađe
Pour les articles homonymes, voir Gramade.
Gramađe (en serbe cyrillique : Грамађе) est un village de Serbie situé dans la municipalité de Vladičin Han, district de Pčinja. Au recensement de 2011, il comptait 204 habitants.

## Démographie
| 1948 | 1953 | 1961 | 1971 | 1981 | 1991 | 2002 | 2011 |
| ---- | ---- | ---- | ---- | ---- | ---- | ---- | ---- |
| 235  | 246  | 221  | 232  | 236  | 256  | 246  | 204  |

|  |